# 天主教康科迪亚-波代诺内教区
天主教康科迪亞-波代諾內教區（拉丁語：Dioecesis Concordiensis-Portus Naonis）是天主教會在義大利的一個教區。屬威尼斯宗主教區。
康科迪亞的主教座堂388/9年奠基，教區因此被認為在四世紀時已經成立。倫巴第人入侵時，教區撤退到考爾萊，9世紀才回到康科迪亞。
1586年教座遷至波爾托格魯阿羅。直到1753年教區一直處於阿奎萊亞宗主教區管轄之下，此後歸烏迪內總教區。1818年起歸威尼斯宗主教區管轄。1972年1月12日教區易名，1974年10月26日教座自遷至波代諾內。
教區範圍包括波代諾內省和威尼斯省東部，2006年有教友345,361人，佔轄區總人口98.6%。教區下轄188個堂區，有321名司鐸。現任教區主教為若瑟·佩萊格里尼。